# Truttemer-le-Petit
Truttemer-le-Petit est une ancienne commune française, située dans le département du Calvados en région Normandie, devenue le 1er janvier 2016 une commune déléguée au sein de la commune nouvelle de Vire Normandie.
Elle est peuplée de 102 habitants.

## Géographie
Couvrant 528 hectares, le territoire de Truttemer-le-Petit était le moins étendu de l'ancien canton de Vire. La commune est au sud du Bocage virois, très facilement repérable sur une carte du Calvados, car elle en est la plus méridionale et forme un appendice à la limite des départements de la Manche et de l'Orne. Son petit bourg, qui comprend également quelques maisons de la commune de Truttemer-le-Grand, est à 7,5 km à l'ouest de Tinchebray, à 11 km au sud-est de Vire et à 12 km au nord-est de Sourdeval.
Si le territoire de Truttemer-le-Petit est essentiellement partagé entre les bassins de la Vire au sud-ouest — qui y délimite le territoire après y avoir pris sa source — et l'Orne, par son sous-affluent la Jouvine — sous-affluent du Noireau par la Diane —, au nord-est, la particularité de l'hydrographie communale est l'appartenance d'une infime partie de la commune au bassin de la Loire, en limite sud, près du lieu-dit de la commune ornaise de Saint-Christophe-de-Chaulieu, Lyonnière. Elle est la seule commune du Calvados dans ce cas.
Le point culminant (310 m) se situe en limite sud-est, près de la source de la Vire. Le point le plus bas (229 m) correspond à la sortie de la Jouvine du territoire, au nord-est. La commune est bocagère.
| Truttemer-le-Grand (comm. nouv. de Vire Normandie) | Truttemer-le-Grand (comm. nouv. de Vire Normandie) | Bernières-le-Patry (comm. nouv. de Valdallière), Saint-Quentin-les-Chardonnets (Orne) |
| Chaulieu (Manche)                                  | Truttemer-le-Petit                                 | Le Ménil-Ciboult (Orne)                                                               |
| Chaulieu (Manche)                                  | Saint-Christophe-de-Chaulieu (Orne)                | Saint-Christophe-de-Chaulieu (Orne)                                                   |

## Toponymie
voir Truttemer-le-Grand
Le gentilé est Truttemérien.

## Histoire
Au Moyen Âge, Truttemer était un prieuré-cure dépendant du prieuré du Plessis-Grimoult. La paroisse de Truttemer-le-Petit était desservie par un prêtre séculier présenté par le prieur-curé de Truttemer-le-Grand.
Le 1er janvier 2016, Truttemer-le-Petit intègre avec sept autres communes la commune de Vire Normandie créée sous le régime juridique des communes nouvelles instauré par la loi no 2010-1563 du 16 décembre 2010 de réforme des collectivités territoriales. Les communes de Coulonces, Maisoncelles-la-Jourdan, Roullours, Saint-Germain-de-Tallevende-la-Lande-Vaumont, Truttemer-le-Grand, Truttemer-le-Petit, Vaudry et Vire deviennent des communes déléguées et Vire est le chef-lieu de la commune nouvelle.

## Politique et administration

### Liste des maires
| Période                                  | Période              | Identité        | Étiquette | Qualité         |
| ---------------------------------------- | -------------------- | --------------- | --------- | --------------- |
| Les données manquantes sont à compléter. |                      |                 |           |                 |
| 1951 ?                                   | mars 1971            | Charles Billard |           | Maire honoraire |
| mars 1971                                | octobre 1990 (décès) | Louis Hardy     |           | Ancien artisan  |
| novembre 1990                            | décembre 2015        | Fernand Chénel  | DVD       | Agriculteur     |

Le conseil municipal était composé de onze membres dont le maire et un adjoint. Ces conseillers intègrent au complet le conseil municipal de Vire Normandie le 1er janvier 2016 jusqu'en 2020 et Fernand Chénel devient maire délégué.

### Liste des maires délégués
| Période         | Période  | Identité       | Étiquette | Qualité                                    |
| --------------- | -------- | -------------- | --------- | ------------------------------------------ |
| 11 janvier 2016 | En cours | Fernand Chénel | DVD       | Agriculteur Réélu pour le mandat 2020-2026 |

## Démographie
En 2022, la commune comptait 102 habitants. Depuis 2004, les enquêtes de recensement dans les communes de moins de 10 000 habitants ont lieu tous les cinq ans (en 2005, 2010, 2015, etc. pour Truttemer-le-Petit) et les chiffres de population municipale légale des autres années sont des estimations.
Truttemer-le-Petit comptait 502 habitants lors du premier recensement républicain en 1793, population jamais atteinte depuis. Elle est la commune la moins peuplée du canton de Vire.
| 1793 | 1800 | 1806 | 1821 | 1831 | 1836 | 1841 | 1846 | 1851 |
| ---- | ---- | ---- | ---- | ---- | ---- | ---- | ---- | ---- |
| 502  | 418  | 475  | 467  | 442  | 431  | 451  | 413  | 396  |

| 1856 | 1861 | 1866 | 1872 | 1876 | 1881 | 1886 | 1891 | 1896 |
| ---- | ---- | ---- | ---- | ---- | ---- | ---- | ---- | ---- |
| 368  | 354  | 354  | 355  | 352  | 315  | 300  | 281  | 250  |

| 1901 | 1906 | 1911 | 1921 | 1926 | 1931 | 1936 | 1946 | 1954 |
| ---- | ---- | ---- | ---- | ---- | ---- | ---- | ---- | ---- |
| 247  | 255  | 232  | 210  | 193  | 203  | 198  | 187  | 171  |

| 1962 | 1968 | 1975 | 1982 | 1990 | 1999 | 2005 | 2010 | 2015 |
| ---- | ---- | ---- | ---- | ---- | ---- | ---- | ---- | ---- |
| 175  | 159  | 154  | 145  | 135  | 115  | 119  | 102  | 101  |

| 2018 | - | - | - | - | - | - | - | - |
| ---- | - | - | - | - | - | - | - | - |
| 118  | - | - | - | - | - | - | - | - |

## Lieux et monuments
- Église Saint-Martin (XIXe siècle).